# Harriotta haeckeli
Harriotta haeckeli és una espècie de quimera que pertany a la família dels Rhinochimaeridae. Es troba a Groenlàndia, Nova Zelanda, Espanya i possiblement als Estats Units. Habita els mars oberts. Està amenaçada per la pèrdua d'hàbitat.